# Wilwal
Le Wilwal, ou Ogaden, est une race de chevaux de trait originaire de la zone de Djidjiga, dans l'Est de l'Éthiopie.

## Histoire
L'origine de la race est méconnue, notamment en raison de l'absence de sources écrites. Ces chevaux sont connus localement sous les noms de Dirdaa'u, de Wilwal, ou de « somaliens »,. D'après la tradition orale, ces chevaux seraient arrivés en Éthiopie via la Somalie voisine, depuis la vallée de Nugaal. Le nom « Wilwal » proviendrait du patronyme du gouverneur Wilwal Farah Hersi, très connu dans la région pour avoir combattu des colons britannique avec l'aide de chevaux de cette race. Cependant, cette hypothèse n'est pas confirmée par des études démographiques et historiques, lesquelles restent à mener.

## Description
C'est un cheval de trait, de conformation régulière, plutôt grand et élégant,.
La race n'a pas pu être caractérisée en termes de taille lors de l'étude publiée en 2012, car les animaux étudiés refusaient de rester immobiles. 
Il n'existe pas de stud-book. 

## Diffusion de l'élevage

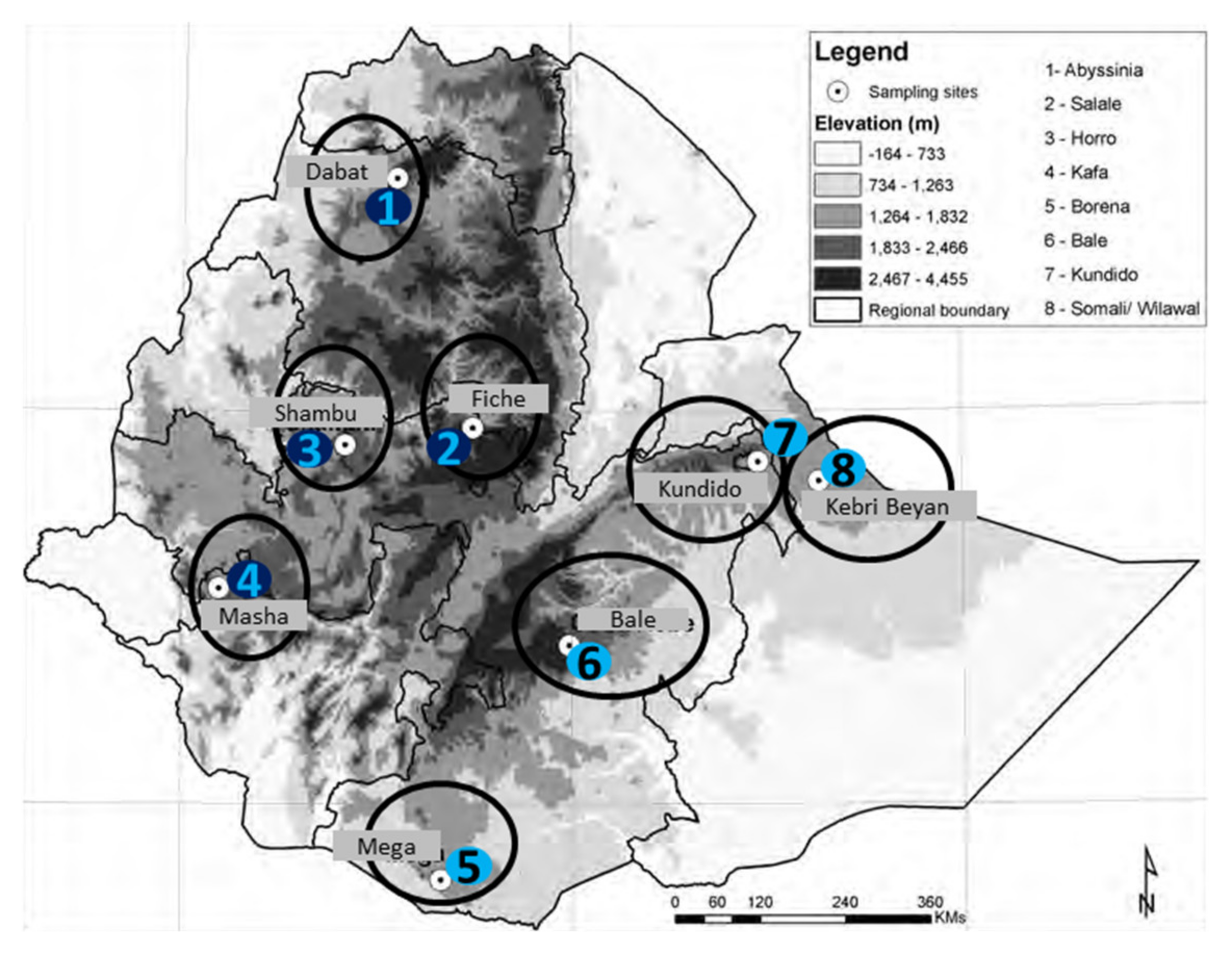
Répartition des races de chevaux d'Éthiopie. Le Wilwal est ici représenté par le numéro 8.

La race est propre à une écozone autour dans la région de Djidjiga, composée de basses-terres qualifiées de somaliennes. Elle se trouve dans les villes de Jijiga, Dhik, Kebribeya, et Waju,. Une partie des chevaux de cette race vivent à l'état sauvage à Aware, à la frontière avec la Somalie,. Il n'existe pas de relevé des effectifs dans la base de données DAD-IS.